# Günther Oettinger
Günther Hermann Oettinger (n. 1953) es un político alemán, comisario europeo de Programación Financiera y Presupuestos desde 2017. Desempeñó anteriormente, entre otros, los cargos de ministro-presidente del estado federado de Baden-Wurtemberg y de comisario europeo de Energía y de comisario europeo de Economía y Sociedad Digital.

## Biografía
Nació el 15 de octubre de 1953 en Stuttgart. Miembro del Parlamento Regional de Baden-Württemberg desde 1984, entre 2005 y 2011 ejerció de primer ministro del Estado federado de Baden-Wurtemberg y de líder de la CDU de Baden-Wurtemberg.
Entre el 10 de febrero de 2010 al 1 de noviembre de 2014 fue comisario europeo de Energía dentro del equipo de José Manuel Durão Barroso.
Tras las elecciones europeas de 2014 fue nombrado comisario europeo de Economía y Sociedad Digital dentro de la Comisión Juncker, cargo que desempeñó hasta el 31 de diciembre de 2016, cuando, tras la salida de Kristalina Georgieva, pasó a ejercer de comisario europeo de Programación Financiera y Presupuestos.